# إلمر ديفيس
إلمر ديفيس (بالإنجليزية: Elmer Davis)‏ هو كاتب أمريكي، ولد في 13 يناير 1890 في أورورا في الولايات المتحدة، وتوفي في 18 مايو 1958.

## وصلات خارجية
- إلمر ديفيس على موقع IMDb (الإنجليزية)
- إلمر ديفيس على موقع الموسوعة البريطانية (الإنجليزية)
- إلمر ديفيس على موقع قاعدة بيانات الفيلم (الإنجليزية)